# I Am the Movie
I Am the Movie es el primer álbum de estudio de la banda de power pop Motion City Soundtrack. Fue publicado de forma independiente el año 2002, y fue remasterizado y republicado con cuatro nuevas canciones por Epitaph Records en junio del 2003.

## Lista de temas

### Edición independiente
1. "Cambridge" – 2:30
2. "Shiver" – 2:54
3. "The Future Freaks Me Out" – 3:36
4. "Indoor Living" – 3:47
5. "My Favorite Accident" – 3:20
6. "1000 Paper Cranes" – 2:20
7. "Boombox Generation" – 3:07
8. "Don't Call It a Comeback" – 1:51
9. "Red Dress" – 2:36
10. "Mary Without Sound" – 3:00
11. "A-OK" – 3:47

### Edición de Epitaph Records
1. "Cambridge" – 2:30
2. "Shiver" – 2:54
3. "The Future Freaks Me Out" – 3:36
4. "Indoor Living" – 3:47
5. "My Favorite Accident" – 3:20
6. "Perfect Teeth" – 3:29*
7. "Boombox Generation" – 3:07
8. "Don't Call It a Comeback" – 1:51
9. "Modern Chemistry" – 2:22*
10. "Capital H" – 2:52*
11. "Red Dress" – 2:36
12. "Mary Without Sound" – 3:00
13. "Autographs & Apologies" – 3:52*
14. "A-OK" – 3:47
15. "1000 Paper Cranes" (Japanese Bonus Track)

## Créditos
- Jesse Johnson - Moog sintetizador, teclado
- Joshua Cain -  Guitarrista, segunda voz
- Justin Pierre - Vocalista, guitarra, piano
- Matthew Taylor - Bajo, segunda voz, piano
- Tony Thaxton - Percusión, batería
- Ed Rose - Productor, ingeniero, mezcla
- Don C. Tyler - Masterización
- Chris Strong - Fotografía, carátula
- Bryan Sheffield - Fotografía
- Andrew Carranza - Director de video y fotografía[1]